# Pinaciophora
Genre
Synonymes
- Pinacocystis Hertwig & Lesser, 1874

Espèces de rang inférieur
- P. fluviatilis
- P. marina
- P. rubicunda

Pinaciophora est un genre de l’ordre des Rotosphaerida.
Faute de données moléculaires, le genre est défini sur des considérations morphologiques et sa position phylogénétique est discutée (entre Cercozoaires et Holomycètes,).
L'espèce type est Pinaciophora fluviatilis.
Ces amibes hétérotrophes se caractérisent par des cellules uninucléées, non flagellées, avec de très fins filopodes, dépourvues de granules visibles en microscopie optique. Les écailles en forme de plaque tangentielle à deux couches présentent de nombreuses perforations disposées de manière hexagonale sur la couche interne. Le genre Pinaciophora ne dispose que d'écailles plates.

## Systématique
Le genre Pinaciophora a été créé en 1869 par le zoologiste allemand Richard Greeff (d) (1829-1892).

## Liste des espèces
Mikrujkov (1999) dénombre les treize espèces suivantes :
- Pinaciophora fluviatilis Greeff, 1869 [syn. : Pinaciocystis duboscqi Roskin, 1929 ; Potamodiscus kalbei Gerloff, 1968]
- Pinaciophora bifurcata Thomsen, 1978 renommée Eiffelospina bifurcata
- Pinaciophora candelabrum Thomsen, 1978 renommée Eiffelospina candelabrum
- Pinaciophora denticulata Thomsen, 1978 renommée Turriplaca denticulata
- Pinaciophora multicosta Thomsen, 1978 renommée Turriplaca multicosta
- Pinaciophora ovalis Croome, 1987 renommée Turriplaca ovalis
- Pinaciophora paucipora Thomsen, 1978 renommée Turriplaca paucipora
- Pinaciophora rubicunda (Hertwig & Lesser, 1874) Roijackers et Siemensma, 1988 [syn. Rabdiophrys thomseni Roijackers & Siemensma, 1988]
- Pinaciophora spiculata Manton & Sutherland, 1979 renommée Eiffelospina spiculata
- Pinaciophora tasmanica Croome, 1987 renommée Turriplaca tasmanica
- Pinaciophora triangulata Thomsen, 1978 renommée Turriplaca triangulata
- Pinaciophora tridentata Thomsen, 1978 renommée Turriplaca tridentata
- Pinaciophora turrisfenestrata (Wujek et O'Kelly, 1991) comb. n. renommée Eiffelospina turrisfenestrata (Wujek & O’Kelly, 1991) Cavalier-Smith, 2012

Depuis, l'espèce :
- Pinaciophora marina

est distinguée de P. fluviatilis.
Beaucoup d'espèces ont été transférées vers deux nouveaux genres : Turriplaca Cavalier-Smith, 2012 et Eiffelospina Cavalier-Smith, 2012 (remplaçant le genre Thomseniophora Nicholls, 2012). L'auteur classe ces trois genres dans une famille des Pinaciophoridae Cavalier-Smith, 2012.